# Ramsayellus fallax
Ramsayellus fallax är en kvalsterart som först beskrevs av Pearce 1906.  Ramsayellus fallax ingår i släktet Ramsayellus och familjen Humerobatidae. Inga underarter finns listade i Catalogue of Life.